# Cunsulta di i Studienti Corsi
Cunsulta di i Studienti Corsi (CSC) és el més antic sindicat estudiantil cors. D'ideologia nacionalista corsa, fou creat el 1974 per estudiants corsos a Niça. La seva primera reivindicació fou la reobertura de la Universitat de Corte (Università di Corti), reivindicació que van obtenir el 1981.
En els anys 1990 va patir una escissió en el seu si. D'ella el 1992 sorgiria Ghjuventù Paolina, i el 1999 una nova escissió provocarà el naixement de la Ghjuventù Indipendentista. Reivindica un nacionalisme tolerant, respectuós i democràtic. Advoca per la defensa dels interessos dels estudiants i la promoció de la Universitat de Corti (Università di Corti). És el sindicat majoritari dels estudiants corsos, juntament amb Ghjuventù Paolina.